# Šmartin pri Šentpavlu
Šmartin pri Šentpavlu (nemško St. Martin) je naselje v Občini Šentpavel v Labotski dolini v Okraju Volšperk na Koroškem v Avstriji.